# Disorder in the Court

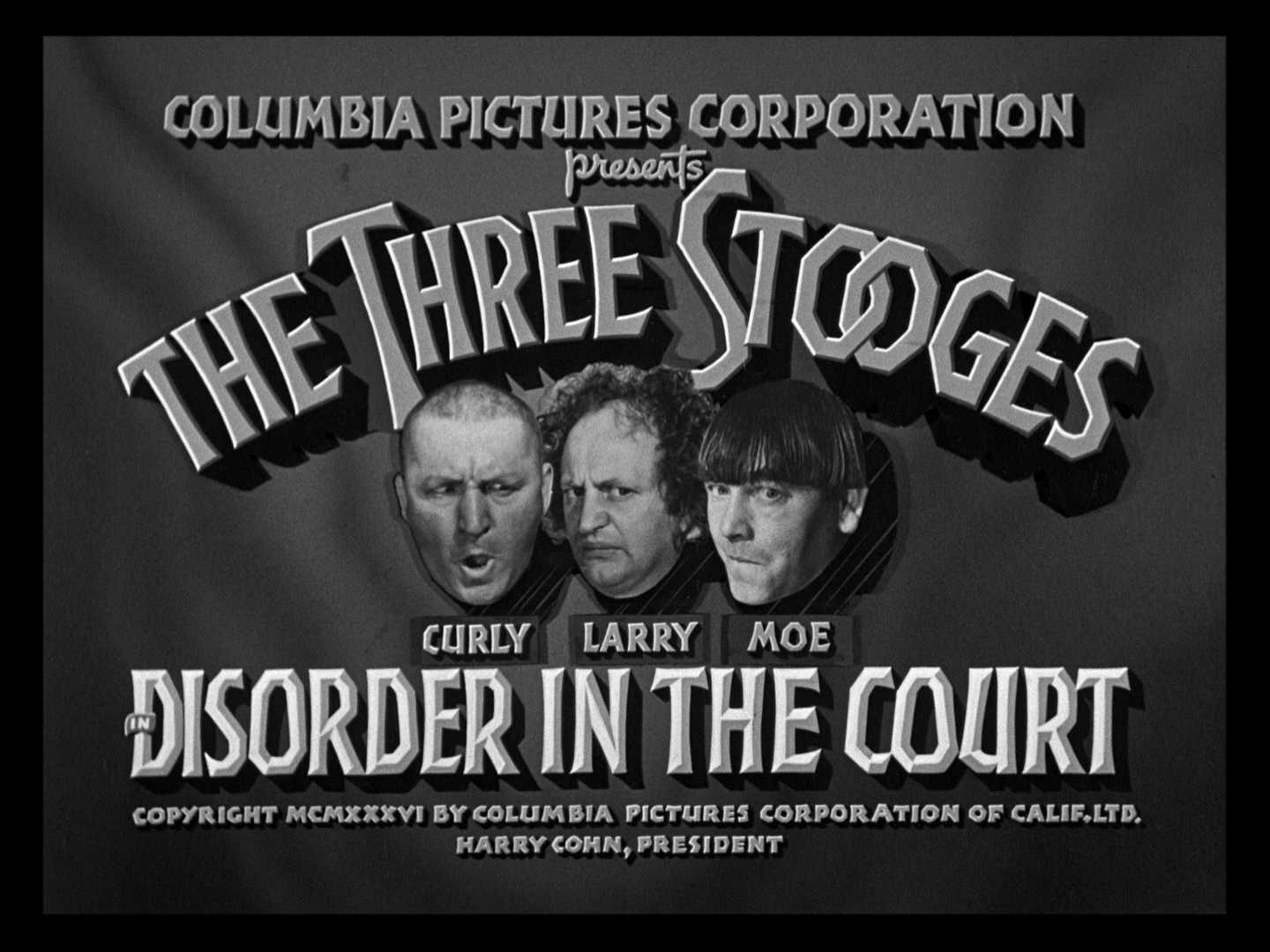

Disorder in the Court is een Amerikaanse korte film uit 1936 met het komische trio The Three Stooges.

## Verhaal
Curly, Larry en Moe moeten als getuigen optreden in een rechtszaak. Een vriendin van hen, een danseres in een nachtclub, wordt verdacht van moord. De drie komieken frustreren de rechtszaak op allerlei manieren, maar weten uiteindelijk de waarheid boven tafel te krijgen.

## Rolverdeling
| Acteur          | Personage                   |
| --------------- | --------------------------- |
| Moe Howard      | Moe                         |
| Larry Fine      | Larry                       |
| Curly Howard    | Curly                       |
| Bud Jamison     | Advocaat van de verdediging |
| Harry Semels    | Officier van justitie       |
| Suzanne Kaaren  | Gail Tempest                |
| James C. Morton | Griffier                    |
| Edward LeSaint  | Rechter                     |
| Al Thompson     | Deurwaarder                 |
| Eddie Laughton  | Mede-raadsman               |
| Johnny Kascier  | Gerechtsrecorder            |
| Alice Belcher   | Flirtend jurylid            |
| Solomon Horwitz | Galerietoeschouwer          |
| Harold Kening   | Galerietoeschouwer          |
| Bobby Barber    | Galerietoeschouwer          |
| Bobby Burns     | Galerietoeschouwer          |
| Sam Lufkin      | Galerietoeschouwer          |
| Arthur Thalasso | Lange man in de gang        |

## Verwijzingen
- (en)   Disorder in the Court in de Internet Movie Database
- Disorder in the Court op Internet Archive